# Port lotniczy Maloelap
Port lotniczy Maloelap (IATA: MAV) – port lotniczy zlokalizowany na wyspie Taroa (Wyspy Marshalla).